# 1979 na rádio
Nesta página encontrará referências aos acontecimentos directamente relacionados com a rádio ocorridos durante o ano de 1979.

## Nascimentos
| Data | Nome | Profissão | Nacionalidade | Observações | Ref |
| ---- | ---- | --------- | ------------- | ----------- | --- |

## Mortes
| Data          | Nome         | Profissão                                           | Nacionalidade | Observações | Ref |
| ------------- | ------------ | --------------------------------------------------- | ------------- | ----------- | --- |
| 21 de outubro | Alziro Zarur | radialista, fundador da Legião da Boa Vontade (LBV) | Brasil        | n. 1914     |     |